# Euxénidas
Euxénidas (en griego antiguo: Εὐξενίδας, en latín: Euxenidas) fue un pintor griego que fue el maestro del famoso Arístides. Estuvo activo entre la 95 y la 100 Olimpiada, es decir entre el 400 a. C y el 380 a. C, según dice Plinio el Viejo en Historia natural (35.10, 36.7).